# Света Сотира
Света Сотира (грч. Αγία Σωτήρα, Аја Сотира) је насељено место у општини Горуша у периферији Западна Македонија, Грчка. Према попису из 2021. године било је 12 становника.
Према бугарском географу и историчару, Василу Канчову, у Светој Сотири је 1900. године живело 200 Грка. Света Сотира се налазе у области Населица, која је некада била насељена словенским становништвом које је касније хеленизовано. Село се раније звало Сволјани.